# Parotia lawesii
La paradisea dalle sei penne di Lawes (Parotia lawesii Ramsay, 1885) è un uccello passeriforme della famiglia Paradisaeidae.

## Descrizione

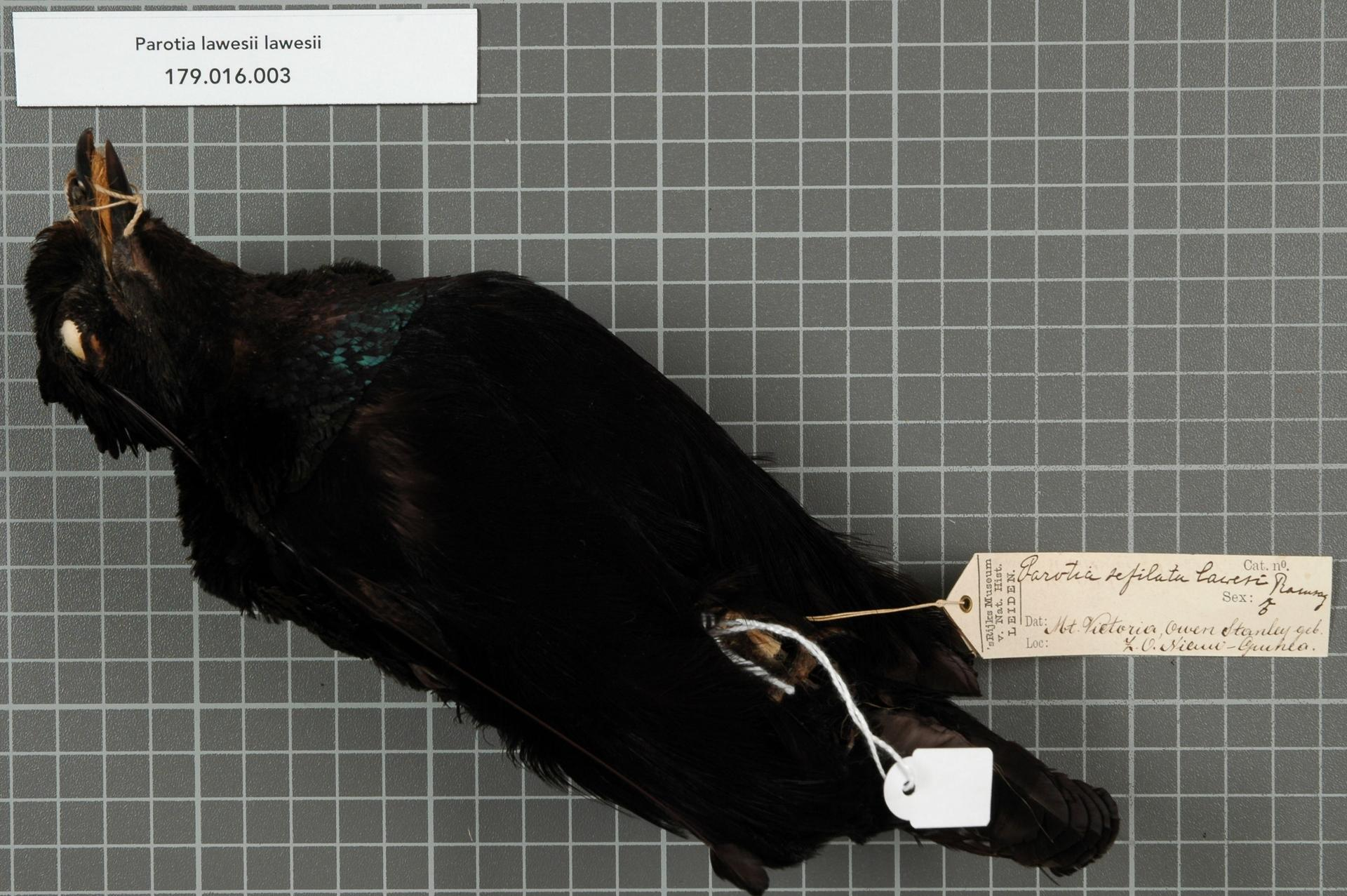
Maschio impagliato.

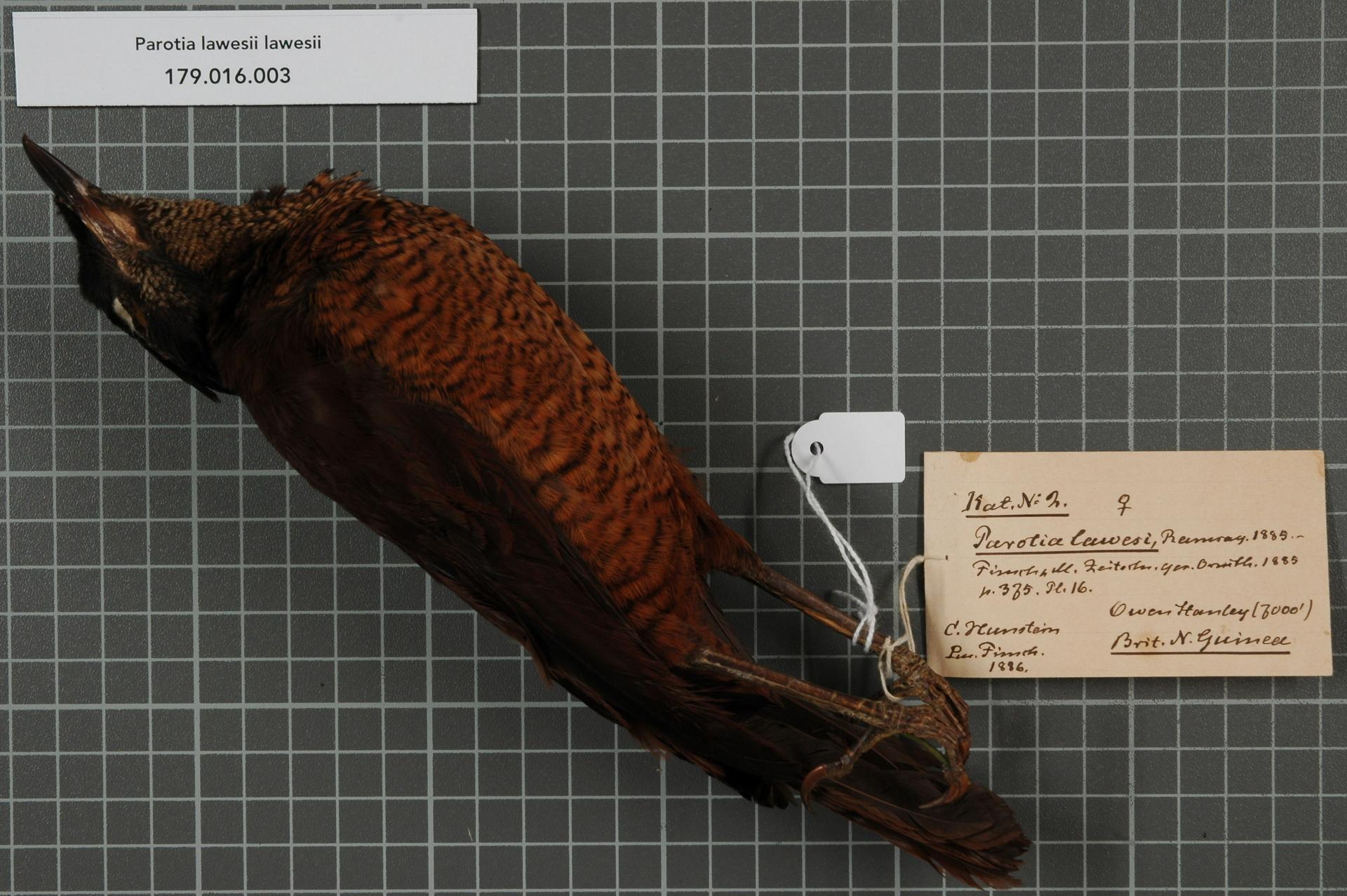
Femmina impagliata.

### Dimensioni
Misura circa 25-27 cm di lunghezza, per un peso di 122-195 g: i maschi, a parità d'età, sono leggermente più grossi e pesante rispetto alle femmine.

### Aspetto
A prima vista, questo uccello può ricordare un merlo o uno storno, per il becco corvino e l'aspetto massiccio.

Come molti uccelli del paradiso, anche in questa specie è presente un netto dicromatismo sessuale: nella livrea della femmina, infatti, predominano i toni del bruno, più scuro su testa (che è nerastra), petto e dorso, mentre le ali sono di color nocciola e il ventre tende all'arancio, con le singole penne orlate di bruno scuro a dare un effetto striato. Il maschio, invece, possiede piumaggio di colore nero corvino su tutto il corpo, con riflessi metallici e purpurei particolarmente evidenti su testa e dorso: la fronte è bianco-grigiastra, la nuca è di colore azzurro iridescente, così come il petto, che presenta anche iridescenze bronzee. Come in tutte le paradisee dalle sei penne, nel maschio sono presenti sei lunghe penne a spatola (tre per lato) appena dietro l'orecchio, e anche le penne di collo e fianchi sono modificate ad avere un aspetto sfilacciato. In ambedue i sessi, becco e zampe sono di colore nero, mentre gli occhi sono azzurri.

## Distribuzione e habitat
Questa specie è endemica della Nuova Guinea, dove occupa le aree di foresta pluviale montana primaria e secondaria, spingendosi anche nelle piantagioni e nei giardini, a un'altitudine compresa fra i 500 e i 2300 m nella zona dei monti Bismarck.

## Biologia
Si tratta di uccelli dalle abitudini solitarie e diurne, che passano la maggior parte del proprio tempo alla ricerca di cibo nella foresta: le paradisee dalle sei penne di Lawes sono uccelli molto timidi, pronti a nascondersi nel folto della vegetazione al minimo segnale di disturbo, tanto che risulta difficile avvistarle nonostante i colori sgargianti, mentre non è infrequente intuirne la presenza dall'aspro richiamo gracchiante che esse sono solite emettere.

### Alimentazione
Si tratta di uccelli frugivori, che basano la propria dieta su bacche e frutta matura: tuttavia, essi non disdegnano di integrare la propria dieta con insetti e altri piccoli invertebrati, oltre che occasionalmente con piccoli vertebrati, soprattutto scinchi. In cattività, questi uccelli hanno mostrato una dieta almeno parzialmente folivora.

### Riproduzione

Maschio impagliato in posizione di corteggiamento al Museo di Storia Naturale di Londra.

La stagione riproduttiva cade fra giugno e gennaio. Durante questo periodo, i maschi sono soliti esibirsi in lek, arene appositamente ricavate ripulendo con cura una porzione del suolo della foresta: è stato notato che alcuni oggetti, come esuvie di serpente e pezzetti di carbone, non vengono rimossi completamente dami maschi, ma solo disposti ai bordi dell'arena e presi da altri maschi o dalle femmine, non è ancora chiaro a quale scopo. Durante la propria esibizione, i maschi sfoggiano una serie complessa di movimenti, comprendente l'arruffamento delle lunge penne di petto e fianchi e movimenti del capo atti a mettere in risalto l'iridescenza di petto e nuca, allo scopo di attrarre e impressionare il maggior numero possibile di femmine, con le quali in seguito accoppiarsi.

Dopo l'accoppiamento, il ruolo attivo del maschio nell'evento riproduttivo termina: è infatti la sola femmina ad occuparsi della costruzione del nido (una coppa costruita con rametti, muschio e materiale vegetale alla biforcazione di un albero fra i 5 e i 12 m d'altezza), della cova delle uova e nelle cure alla nidiata fino alla sopraggiunta indipendenza.

## Tassonomia

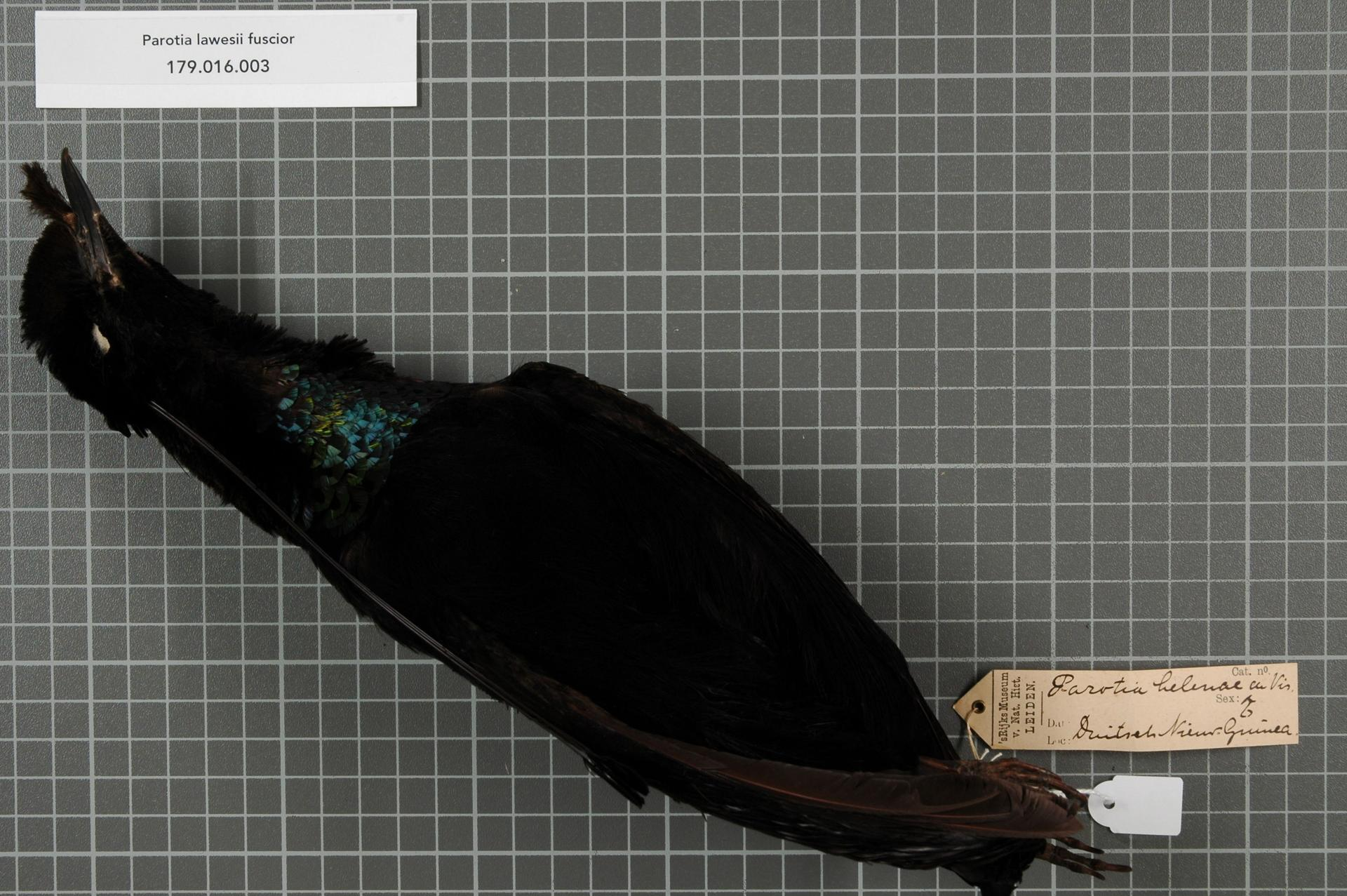
Maschio impagliato della presunta sottospecie fuscior.

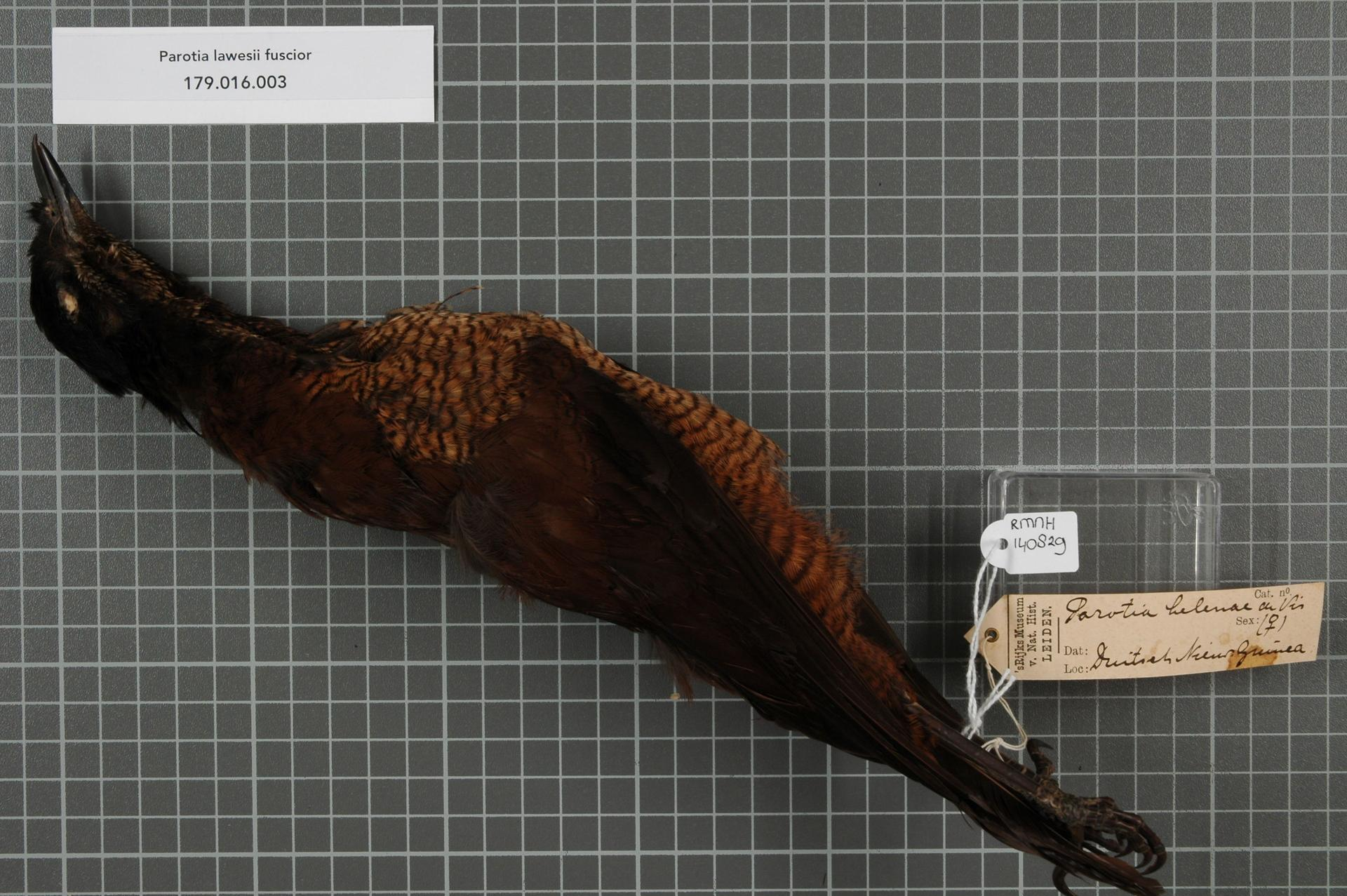
Femmina impagliata della presunta sottospecie fuscior.

Sebbene alcuni autori suggeriscano l'elevazione delle popolazioni dell'area del monte Hagen e quelle dei monti Herzog al rango di sottospecie a sé stanti, rispettivamente col nome di Parotia lawesii exhibita e P. l. fuscior, oltre a considerare la paradisea dalle sei penne orientale come sottospecie della paradisea dalle sei penne di Lawes, col nome di P. l. helenae, la specie è considerata monotipica.
Il nome scientifico della specie, dal quale deriva anche il nome comune, venne scelto dallo scopritore della specie Carl Hunstein in omaggio al missionario William George Lawes. 
È noto un caso di ibridazione con la paradisea dell'arciduca Rodolfo nel distretto di Mul-Baiyer.